# Viking Fotballklubb 2015
Questa voce raccoglie le informazioni riguardanti il Viking Fotballklubb nelle competizioni ufficiali della stagione 2015.

## Stagione
Il Viking ha chiuso il campionato al 5º posto finale, mentre l'avventura nel Norgesmesterskapet 2015 è terminata in semifinale, con l'eliminazione per mano del Sarpsborg 08. I calciatori più utilizzati in stagione sono stati André Danielsen e Kristoffer Haugen, con 36 presenze ciascuno (30 in campionato e 6 in coppa). Jón Daði Böðvarsson è stato invece il miglior marcatore a quota 15 reti, di cui 9 in campionato e 6 in coppa.

## Maglie e sponsor
Lo sponsor tecnico per la stagione 2015 è stato Diadora, mentre lo sponsor ufficiale è stato Lyse Energi. La prima divisa era composta da una maglietta blu, pantaloncini e calzettoni bianchi. Quella da trasferta era costituita da una maglietta arancione, con pantaloncini blu e calzettoni arancioni.
| Casa | Trasferta |

## Rosa
| N. |                        | Ruolo | Calciatore              |
| -- | ---------------------- | ----- | ----------------------- |
| 1  | Norvegia (bandiera)    | P     | Arild Østbø             |
| 4  | Norvegia (bandiera)    | C     | Joackim Jørgensen       |
| 5  | Stati Uniti (bandiera) | D     | A. J. Soares            |
| 6  | Estonia (bandiera)     | D     | Karol Mets              |
| 7  | Islanda (bandiera)     | C     | Björn Daníel Sverrisson |
| 8  | Norvegia (bandiera)    | C     | Vidar Nisja             |
| 9  | Norvegia (bandiera)    | C     | Magne Hoseth            |
| 10 | Inghilterra (bandiera) | C     | Kieffer Moore           |
| 10 | Norvegia (bandiera)    | A     | Veton Berisha           |
| 11 | Senegal (bandiera)     | C     | Makhtar Thioune         |
| 14 | Norvegia (bandiera)    | C     | André Danielsen         |
| 15 | Norvegia (bandiera)    | P     | Amund Wichne            |
| 16 | Norvegia (bandiera)    | A     | Yann-Erik de Lanlay     |
| 17 | Islanda (bandiera)     | A     | Jón Daði Böðvarsson     |
| 18 | Nigeria (bandiera)     | A     | Osita Henry Chikere     |
| 19 | Nigeria (bandiera)     | A     | Suleiman Abdullahi      |

| N. |                     | Ruolo | Calciatore            |
| -- | ------------------- | ----- | --------------------- |
| 20 | Islanda (bandiera)  | D     | Indriði Sigurðsson    |
| 21 | Norvegia (bandiera) | D     | Julian Veen Uldal     |
| 22 | Norvegia (bandiera) | C     | Fabian Calderon       |
| 23 | Islanda (bandiera)  | C     | Steinþór Þorsteinsson |
| 24 | Norvegia (bandiera) | D     | Aleksander Solli      |
| 25 | Norvegia (bandiera) | D     | Rasmus Martinsen      |
| 26 | Nigeria (bandiera)  | A     | Samuel Adegbenro      |
| 27 | Norvegia (bandiera) | A     | Zymer Bytyqi          |
| 28 | Norvegia (bandiera) | D     | Kristoffer Haugen     |
| 29 | Norvegia (bandiera) | A     | Carl-Henrik Refvik    |
| 30 | Norvegia (bandiera) | P     | Iven Austbø           |
| 50 | Norvegia (bandiera) | P     | Christoffer Andersen  |
| 51 | Norvegia (bandiera) | D     | Julian Ryerson        |
| 51 | Norvegia (bandiera) | D     | Sondre Norheim        |
| 52 | Norvegia (bandiera) | A     | Martin Hummervoll     |
| 53 | Norvegia (bandiera) | A     | Stian Michalsen       |

## Calciomercato

### Sessione invernale(dal 01/01 al 31/03)
| Arrivi           | Arrivi             | Arrivi              | Arrivi        |
| R.               | Nome               | da                  | Modalità      |
| ---------------- | ------------------ | ------------------- | ------------- |
| D                | Karol Mets         | Flora Tallinn       | definitivo    |
| D                | A. J. Soares       |                     | svincolato    |
| C                | Magne Hoseth       |                     | svincolato    |
| A                | Suleiman Abdullahi | Gee Lee Academy Jos | definitivo    |
| A                | Samuel Adegbenro   | Kwara Utd           | definitivo    |
| A                | Zymer Bytyqi       | Salisburgo          | definitivo    |
| Altre operazioni |                    |                     |               |
| R.               | Nome               | da                  | Modalità      |
| P                | Pål Vestly Heigre  | Start               | fine prestito |

| Partenze | Partenze              | Partenze | Partenze   |
| R.       | Nome                  | a        | Modalità   |
| -------- | --------------------- | -------- | ---------- |
| P        | Pål Vestly Heigre     | Tromsø   | prestito   |
| D        | Trond Erik Bertelsen  |          | svincolato |
| D        | Pål Fjelde            | Bryne    | definitivo |
| D        | Sverrir Ingason       | Lokeren  | definitivo |
| D        | Håkon Skogseid        |          | svincolato |
| C        | Christian Landu Landu |          | svincolato |

### Tra le due sessioni
| Arrivi | Arrivi | Arrivi | Arrivi   |
| R.     | Nome   | da     | Modalità |
| ------ | ------ | ------ | -------- |

| Partenze | Partenze           | Partenze | Partenze   |
| R.       | Nome               | a        | Modalità   |
| -------- | ------------------ | -------- | ---------- |
| C        | Magne Hoseth       |          | svincolato |
| A        | Veton Berisha      |          | svincolato |
| A        | Carl-Henrik Refvik | Vidar    | definitivo |

### Sessione estiva(dal 22/07 al 15/08)
| Arrivi | Arrivi           | Arrivi   | Arrivi     |
| R.     | Nome             | a        | Modalità   |
| ------ | ---------------- | -------- | ---------- |
| D      | Aleksander Solli | Hønefoss | definitivo |
| C      | Kieffer Moore    |          | svincolato |

| Partenze         | Partenze            | Partenze  | Partenze   |
| R.               | Nome                | a         | Modalità   |
| ---------------- | ------------------- | --------- | ---------- |
| D                | Sondre Norheim      | Bryne     | definitivo |
| C                | Fabian Calderon     | Sola      | definitivo |
| A                | Osita Henry Chikere |           | svincolato |
| A                | Yann-Erik de Lanlay | Rosenborg | definitivo |
| A                | Martin Hummervoll   | Keflavík  | prestito   |
| Altre operazioni |                     |           |            |
| R.               | Nome                | da        | Modalità   |
| P                | Pål Vestly Heigre   | Tromsø    | definitivo |

## Risultati

### Eliteserien

#### Girone di andata
| Arbitro: | Sandmoen (Kjelsås) |

|              |           |  |
| Kapidžić 63’ | Marcatori |  |

| Arbitro: | Johnsen (Tønsberg) |

|                                            |           |          |
| Ødegaard 20’ (aut.) Berisha 56’ Bytyqi 76’ | Marcatori | 46’ Åsen |

| Arbitro: | Hansen (Feda) |

|              |           |  |
| Grossman 87’ | Marcatori |  |

| Arbitro: | Hagen (Grue) |

|               |           |                                                |
| Abdullahi 77’ | Marcatori | 32’ Søderlund 48’ Mikkelsen 82’, 86’ Henderson |

| Arbitro: | Kjensli (Oslo) |

|           |           |                                  |
| Dieng 79’ | Marcatori | 46’ Abdullahi 82’ (rig.) Berisha |

| Arbitro: | Berntsen (Vang) |

|                           |           |             |
| Adegbenro 44’ Berisha 72’ | Marcatori | 22’ Høiland |

| Arbitro: | Edvartsen (Hamar) |

|               |           |            |
| de Lanlay 53’ | Marcatori | 15’ Occéan |

| Arbitro: | Hafsås (Trodnheim) |

|  |           |                             |
|  | Marcatori | 9’ de Lanlay 85’ Böðvarsson |

| Arbitro: | Skjerven (Kaupanger) |

|            |           |  |
| Bytyqi 88’ | Marcatori |  |

| Arbitro: | Døvle (Larvik) |

|  |           |                                               |
|  | Marcatori | 44’ Abdullahi 70’, 72’ Berisha 84’ Böðvarsson |

| Arbitro: | Johnsen (Tønsberg) |

|                                 |           |                                       |
| Berisha 45’, 82’ Böðvarsson 69’ | Marcatori | 6’, 24’ Zahid 45’ Brown 90’ Grindheim |

| Arbitro: | Hobber Nilsen (Oslo) |

|                         |           |             |
| Fofana 38’ Knudtzon 45’ | Marcatori | 60’ Berisha |

| Arbitro: | Rafiq (Oslo) |

|  |           |                                         |
|  | Marcatori | 14’ Berisha 22’ de Lanlay 35’ Adegbenro |

| Arbitro: | Hobber Nilsen (Oslo) |

|                                 |           |             |
| Berisha 36’, 58’ Böðvarsson 54’ | Marcatori | 42’ Nordvik |

| Arbitro: | Lundby (Bøverbru) |

|                                           |           |              |
| Ogunjimi 10’, 15’ Wikheim 15’ Vilsvik 78’ | Marcatori | 4’ Abdullahi |

#### Girone di ritorno
| Arbitro: | Kjensli (Oslo) |

|                                                 |           |                |
| Abdullahi 4’ Böðvarsson 29’, 43’ Sigurðsson 65’ | Marcatori | 61’ Abdellaoue |

| Arbitro: | Hafsås (Trondheim) |

|  |           |                                              |
|  | Marcatori | 4’ Nisja 36’ (rig.) Danielsen 38’ Böðvarsson |

| Arbitro: | Skjerven (Kaupanger) |

|  |           |                 |
|  | Marcatori | 69’ (aut.) Mets |

| Arbitro: | Kjensli (Oslo) |

|  |           |                                     |
|  | Marcatori | 43’ (rig.) Danielsen 81’ Böðvarsson |

| Arbitro: | Døvle (Larvik) |

|                                |           |           |
| Danielsen 63’ (rig.) Nisja 88’ | Marcatori | 54’ Azemi |

| Arbitro: | Edvartsen (Hamar) |

|                |           |  |
| Nordkvelle 33’ | Marcatori |  |

| Arbitro: | Hagen (Grue) |

|                           |           |  |
| Bytyqi 31’ Böðvarsson 50’ | Marcatori |  |

| Arbitro: | Johnsen (Tønsberg) |

|                          |           |                                                                |
| Abdellaoue 7’ Jääger 64’ | Marcatori | 11’ Abdullahi 35’ Adegbenro 67’ Jørgensen 85’ (rig.) Danielsen |

| Arbitro: | Hobber Nilsen (Oslo) |

|               |           |            |
| Adegbenro 78’ | Marcatori | 15’ Fossum |

| Arbitro: | Johansen (Brevik) |

|                             |           |  |
| de Lanlay 45’ Søderlund 67’ | Marcatori |  |

| Arbitro: | Kjensli (Oslo) |

|                  |           |  |
| Þorsteinsson 23’ | Marcatori |  |

| Arbitro: | Hansen (Feda) |

|                                         |           |               |
| Espejord 45’, 82’ Sigurðsson 71’ (aut.) | Marcatori | 15’ Abdullahi |

| Arbitro: | Hagen (Grue) |

|                             |           |           |
| Danielsen 11’ Abdullahi 70’ | Marcatori | 24’ Kassi |

| Arbitro: | Hobber Nilsen (Oslo) |

|                                                       |           |                |
| Moström 1’ Semb Berge 52’ Elyounoussi 55’ Bakenga 83’ | Marcatori | 80’ Sverrisson |

| Arbitro: | Edvartsen (Hamar) |

|                                     |           |               |
| Bytyqi 67’ Haugen 81’ Adegbenro 90’ | Marcatori | 8’ Midtgarden |

### Norgesmesterskapet
| Arbitro: | Gya |

|  |           |                                                                   |
|  | Marcatori | 18’, 35’ Chikere 28’ de Lanlay 66’ Nisja 89’, 90’, 90’ Böðvarsson |

| Arbitro: | Tennøy |

|  |           |                                                                                 |
|  | Marcatori | 27’ Bytyqi 31’, 36’, 42’, 53’, 73’ Chikere 67’ Böðvarsson 84’ Haugen 90’ Soares |

| Arbitro: | Hansen (Feda) |

|                                     |           |                                                              |
| Chopart 26’ Ibrahimaj 32’ Stray 72’ | Marcatori | 20’ Chikere 57’, 90’ Þorsteinsson 70’ Berisha 84’ Böðvarsson |

| Arbitro: | Hafsås (Trondheim) |

|                                  |                      |                              |
| Økland 69’ (rig.) Næss Lund 115’ | Marcatori            | 61’ Abdullahi 108’ Adegbenro |
| Økland Månsson Næss Lund         | Tiri di rigore 0 – 3 | Hoseth Berisha Sigurðsson    |

| Arbitro: | Hansen (Feda) |

|                                             |           |  |
| Adegbenro 22’ Böðvarsson 37’ Sigurðsson 83’ | Marcatori |  |

| Arbitro: | Hafsås (Trondheim) |

|  |           |               |
|  | Marcatori | 98’ Mortensen |

## Statistiche

### Statistiche di squadra
| Competizione       | Punti | In casa | In casa | In casa | In casa | In casa | In casa | In trasferta | In trasferta | In trasferta | In trasferta | In trasferta | In trasferta | Totale | Totale | Totale | Totale | Totale | Totale | DR  |
| Competizione       | Punti | G       | V       | N       | P       | Gf      | Gs      | G            | V            | N            | P            | Gf           | Gs           | G      | V      | N      | P      | Gf     | Gs     | DR  |
| ------------------ | ----- | ------- | ------- | ------- | ------- | ------- | ------- | ------------ | ------------ | ------------ | ------------ | ------------ | ------------ | ------ | ------ | ------ | ------ | ------ | ------ | --- |
| Eliteserien        | 53    | 15      | 10      | 2       | 3       | 29      | 18      | 15           | 7            | 0            | 8            | 24           | 21           | 30     | 17     | 2      | 11     | 53     | 39     | +14 |
| Norgesmesterskapet | -     | 2       | 1       | 0       | 1       | 3       | 1       | 4            | 3            | 1            | 0            | 23           | 5            | 6      | 4      | 1      | 1      | 26     | 6      | +20 |
| Totale             | -     | 17      | 11      | 2       | 4       | 32      | 19      | 19           | 10           | 1            | 8            | 47           | 26           | 36     | 21     | 3      | 12     | 79     | 45     | +34 |

### Statistiche dei giocatori
| Giocatore             | Eliteserien | Eliteserien | Eliteserien | Eliteserien | Norgesmesterskapet | Norgesmesterskapet | Norgesmesterskapet | Norgesmesterskapet | Coppe europee | Coppe europee | Coppe europee | Coppe europee | Altre coppe | Altre coppe | Altre coppe | Altre coppe | Totale   | Totale | Totale      | Totale     |
| Giocatore             | Presenze    | Reti        | Ammonizioni | Espulsioni  | Presenze           | Reti               | Ammonizioni        | Espulsioni         | Presenze      | Reti          | Ammonizioni   | Espulsioni    | Presenze    | Reti        | Ammonizioni | Espulsioni  | Presenze | Reti   | Ammonizioni | Espulsioni |
| --------------------- | ----------- | ----------- | ----------- | ----------- | ------------------ | ------------------ | ------------------ | ------------------ | ------------- | ------------- | ------------- | ------------- | ----------- | ----------- | ----------- | ----------- | -------- | ------ | ----------- | ---------- |
| S. Abdullahi          | 27          | 8           | 1           | 0           | 4                  | 1                  | 0                  | 0                  |               |               |               |               |             |             |             |             | 31       | 9      | 1           | 0          |
| S. Adegbenro          | 24          | 5           | 4           | 0           | 4                  | 2                  | 0                  | 0                  |               |               |               |               |             |             |             |             | 28       | 7      | 4           | 0          |
| I. Austbø             | 30          | -39         | 0           | 0           | 3                  | -3                 | 0                  | 0                  |               |               |               |               |             |             |             |             | 33       | -42    | 0           | 0          |
| V. Berisha            | 14          | 11          | 1           | 0           | 2                  | 1                  | 0                  | 0                  |               |               |               |               |             |             |             |             | 16       | 12     | 1           | 0          |
| J. Böðvarsson         | 29          | 9           | 1           | 0           | 6                  | 6                  | 0                  | 0                  |               |               |               |               |             |             |             |             | 35       | 15     | 1           | 0          |
| C. Braastrup Andersen | 0           | -0          | 0           | 0           | 0                  | -0                 | 0                  | 0                  |               |               |               |               |             |             |             |             | 0        | 0      | 0           | 0          |
| Z. Bytyqi             | 21          | 4           | 1           | 0           | 4                  | 1                  | 0                  | 0                  |               |               |               |               |             |             |             |             | 25       | 5      | 1           | 0          |
| F. Calderon           | 0           | 0           | 0           | 0           | 0                  | 0                  | 0                  | 0                  |               |               |               |               |             |             |             |             | 0        | 0      | 0           | 0          |
| O. Chikere            | 5           | 0           | 0           | 0           | 3                  | 8                  | 0                  | 0                  |               |               |               |               |             |             |             |             | 8        | 8      | 0           | 0          |
| A. Danielsen          | 30          | 5           | 2           | 0           | 6                  | 0                  | 0                  | 0                  |               |               |               |               |             |             |             |             | 36       | 5      | 2           | 0          |
| Y. de Lanlay          | 16          | 3           | 0           | 0           | 2                  | 1                  | 0                  | 0                  |               |               |               |               |             |             |             |             | 18       | 4      | 0           | 0          |
| S. Flåte              | 0           | 0           | 0           | 0           | 0                  | 0                  | 0                  | 0                  |               |               |               |               |             |             |             |             | 0        | 0      | 0           | 0          |
| K. Haugen             | 30          | 1           | 2           | 0           | 6                  | 1                  | 0                  | 0                  |               |               |               |               |             |             |             |             | 36       | 2      | 2           | 0          |
| M. Hoseth             | 9           | 0           | 0           | 0           | 3                  | 0                  | 0                  | 0                  |               |               |               |               |             |             |             |             | 12       | 0      | 0           | 0          |
| M. Hummervoll         | 0           | 0           | 0           | 0           | 0                  | 0                  | 0                  | 0                  |               |               |               |               |             |             |             |             | 0        | 0      | 0           | 0          |
| J. Jørgensen          | 23          | 1           | 1           | 0           | 6                  | 0                  | 0                  | 0                  |               |               |               |               |             |             |             |             | 29       | 1      | 1           | 0          |
| H. Kleppa             | 1           | 0           | 0           | 0           | 0                  | 0                  | 0                  | 0                  |               |               |               |               |             |             |             |             | 1        | 0      | 0           | 0          |
| R. Martinsen          | 1           | 0           | 0           | 0           | 0                  | 0                  | 0                  | 0                  |               |               |               |               |             |             |             |             | 1        | 0      | 0           | 0          |
| K. Mets               | 28          | 0           | 6           | 0           | 6                  | 0                  | 1                  | 0                  |               |               |               |               |             |             |             |             | 34       | 0      | 7           | 0          |
| K. Moore              | 9           | 0           | 1           | 0           | 2                  | 0                  | 0                  | 0                  |               |               |               |               |             |             |             |             | 11       | 0      | 1           | 0          |
| V. Nisja              | 19          | 2           | 2           | 0           | 4                  | 1                  | 0                  | 0                  |               |               |               |               |             |             |             |             | 23       | 3      | 2           | 0          |
| S. Norheim            | 0           | 0           | 0           | 0           | 0                  | 0                  | 0                  | 0                  |               |               |               |               |             |             |             |             | 0        | 0      | 0           | 0          |
| A. Østbø              | 1           | -0          | 0           | 0           | 3                  | -3                 | 0                  | 0                  |               |               |               |               |             |             |             |             | 4        | -3     | 0           | 0          |
| C. Refvik             | 0           | 0           | 0           | 0           | 0                  | 0                  | 0                  | 0                  |               |               |               |               |             |             |             |             | 0        | 0      | 0           | 0          |
| S. Rokås Michalsen    | 0           | 0           | 0           | 0           | 0                  | 0                  | 0                  | 0                  |               |               |               |               |             |             |             |             | 0        | 0      | 0           | 0          |
| J. Ryerson            | 2           | 0           | 0           | 0           | 0                  | 0                  | 0                  | 0                  |               |               |               |               |             |             |             |             | 2        | 0      | 0           | 0          |
| I. Sigurðsson         | 26          | 1           | 3           | 0           | 5                  | 1                  | 1                  | 0                  |               |               |               |               |             |             |             |             | 31       | 2      | 4           | 0          |
| A. J. Soares          | 20          | 0           | 1           | 0           | 3                  | 1                  | 2                  | 0                  |               |               |               |               |             |             |             |             | 23       | 1      | 3           | 0          |
| A. Solli              | 2           | 0           | 0           | 0           | 0                  | 0                  | 0                  | 0                  |               |               |               |               |             |             |             |             | 2        | 0      | 0           | 0          |
| B. Sverrisson         | 8           | 1           | 2           | 0           | 0                  | 0                  | 0                  | 0                  |               |               |               |               |             |             |             |             | 8        | 1      | 2           | 0          |
| M. Thioune            | 23          | 0           | 5           | 0           | 4                  | 0                  | 0                  | 0                  |               |               |               |               |             |             |             |             | 27       | 0      | 5           | 0          |
| S. Þorsteinsson       | 20          | 1           | 2           | 0           | 6                  | 2                  | 0                  | 0                  |               |               |               |               |             |             |             |             | 26       | 3      | 2           | 0          |
| J. Veen Uldal         | 1           | 0           | 0           | 0           | 0                  | 0                  | 0                  | 0                  |               |               |               |               |             |             |             |             | 1        | 0      | 0           | 0          |
| A. Wichne             | 0           | -0          | 0           | 0           | 0                  | -0                 | 0                  | 0                  |               |               |               |               |             |             |             |             | 0        | 0      | 0           | 0          |